# Jürgen Goletz
Jürgen Goletz (* 7. Oktober 1943 in Herpersdorf) ist ein ehemaliger deutscher Radrennfahrer.
Zu den wichtigsten Erfolgen von Goletz, der auch nach seiner Zeit als Leistungssportler aktiv Rad fährt, gehören drei Deutsche Meisterschaften: 1960 im Straßen-Vierer mit Buchholz, Naujoks und Schmidt, 1964 die Deutsche Straßenmeisterschaft in Schweinfurt nach Solofahrt und 1967 im Zweier-Mannschaftsfahren mit dem Mannheimer Jürgen Tschan. Er startete für den Verein RC Herpersdorf. Rund um Frankfurt und die Wartenberg-Rundfahrt in der Schweiz konnte er 1965 gewinnen. 1967 war Goletz der erfolgreichste Nationalfahrer der Bundesrepublik, er gewann die offizielle Wertung des Bundes Deutscher Radfahrer (BDR) vor Burkhard Ebert. Auf der Bahn gewann er 1967 die Deutsche Winterbahnmeisterschaft im Zweier-Mannschaftsfahren mit Jürgen Tschan als Partner.
Goletz bestritt mit der Tour de l’Avenir (1965, 21. Platz) und der Internationalen Friedensfahrt (1967) die beiden bedeutendsten Amateur-Rundfahrten seiner Zeit. Bei den UCI-Straßen-Weltmeisterschaften 1966 auf dem Nürburgring belegte er im Straßenrennen der Amateure den 48. Platz.

## Erfolge
1963
- Deutsche Meisterschaft Mannschaftsverfolgung

1964
- Deutsche Meisterschaft Mannschaftsverfolgung
- Deutsche Meisterschaft Straßenvierer
- Deutsche Meisterschaft 1er-Straße

1966
- Deutsche Meisterschaft Straßenvierer

1968
- Deutsche Meisterschaft Mannschaftsverfolgung

## Berufliches
Goletz war während und nach seiner Laufbahn als kaufmännischer Angestellter in seiner Heimatstadt tätig.